# Lexikon der Filmbegriffe
Das Lexikon der Filmbegriffe ist das größte deutschsprachige Onlinesachlexikon des Films. Es wird von der Uni Kiel betrieben und in Kooperation der Universitäten Kiel, Münster, Hagen, Luxemburg und Zürich herausgegeben.

## Aufbau des Lexikons
Das Lexikon der Filmbegriffe ist glossarisch angelegt und als Nachschlagewerk für den wissenschaftlichen Gebrauch gedacht. Die Einträge geben einen verlässlichen Aufblick auf den Gegenstandsbereich und dienen zugleich seiner Feingliederung. Neben der Sacherläuterung beinhalten die Lemmata Hinweise auf ästhetische, stilistische und/oder historische Besonderheiten des jeweiligen Teilbereichs sowie Literaturangaben zu jeweils grundlegenden Forschungsbeiträgen und ggf. divergierenden Positionen. Das Lexikon trägt schwerpunktmäßig Begriffe aus fünf verschiedenen Bereichen zusammen:
- Gattungen, Genres, Stoffe, Motive, Figuren
- technische und handwerkliche Redeweisen und Bezeichnungen
- Begriffe der Kinopraxis, Produktion, Aufführungswesen
- Institutionen des Films, Produktionsfirmen, Studios, Archive, Gesellschaften, Preise etc.
- theoretische Konzepte, Filmwissenschaft

Der Schwerpunkt des Lexikons ist die filmwissenschaftliche und -praktische Terminologie sowie, in geringerem Umfang, jene angrenzender Felder wie Fernsehen, Onlinemedien und Radio, Kommunikations- und Medientheorie, Werbung oder Rezeptionsforschung. Aufgrund der Internationalität des Filmbereichs sind viele Schlagwörter verschiedensprachiger Herkunft. Im besonderen Fall werden auch im Deutschen gebräuchliche fremdsprachige Termini als Verweise aufgeführt und teilweise begriffs- und sprachgeschichtliche Erläuterungen angeführt. 
Das ursprünglich im Bender Verlag erschienene Filmlexikon wurde ab 2011 von Hans Jürgen Wulff am Institut für Neuere Deutsche Literatur und Medien der Universität Kiel verantwortet. Seit 2022 wird das Lexikon der Filmbegriffe durch die Medien- und Filmwissenschaftler Stephan Brössel, Irina Gradinari, Martha-Lotta Körber, Sandra Ludwig, Johannes Pause und Daniel Wiegand herausgegeben.